# Scioglyptis lyciaria
Scioglyptis lyciaria là một loài bướm đêm trong họ Geometridae.

## Hình ảnh

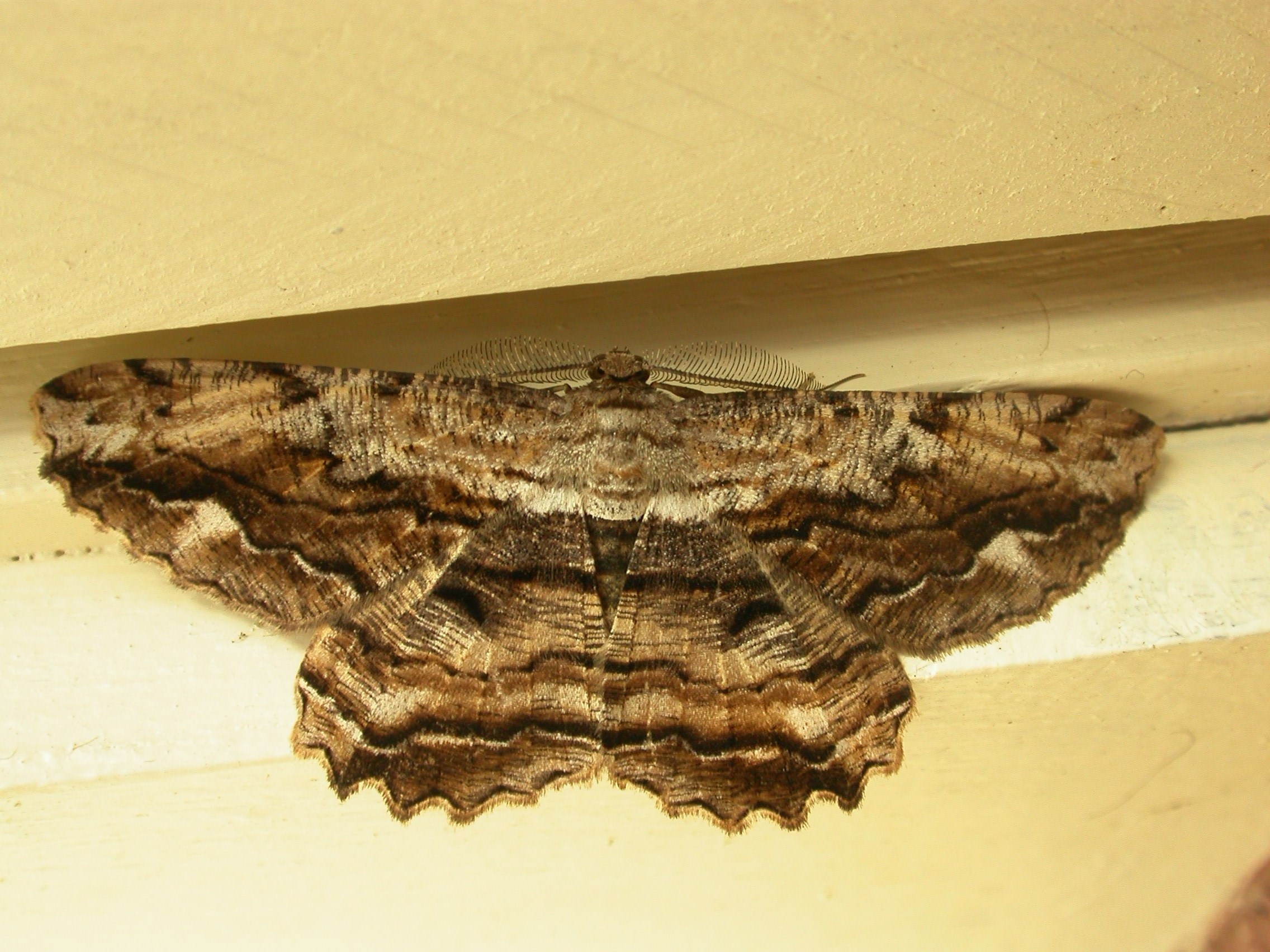
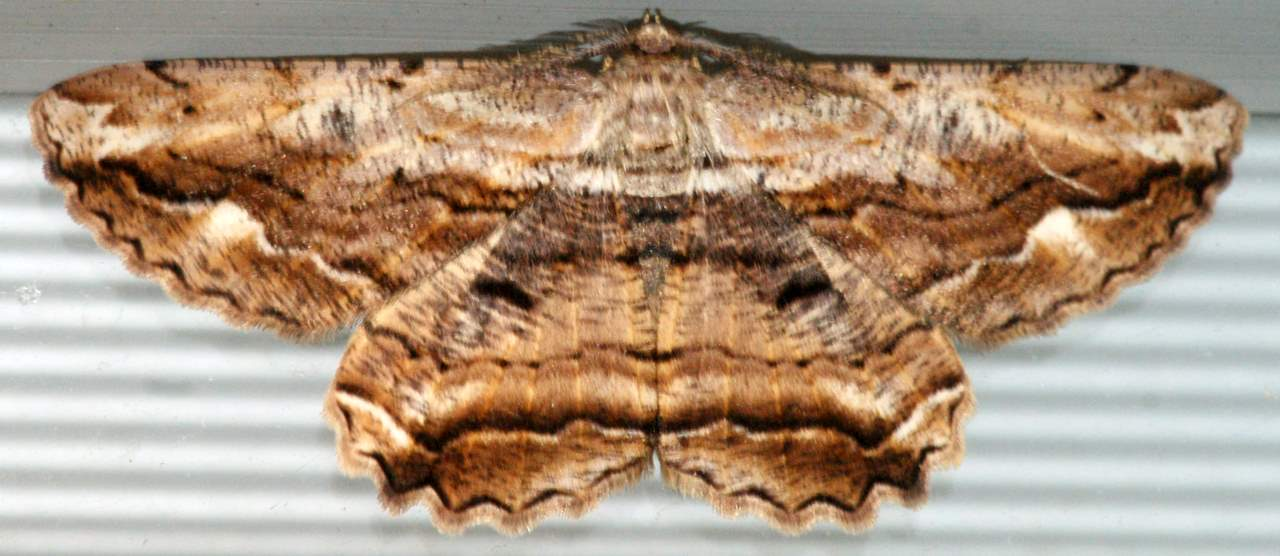
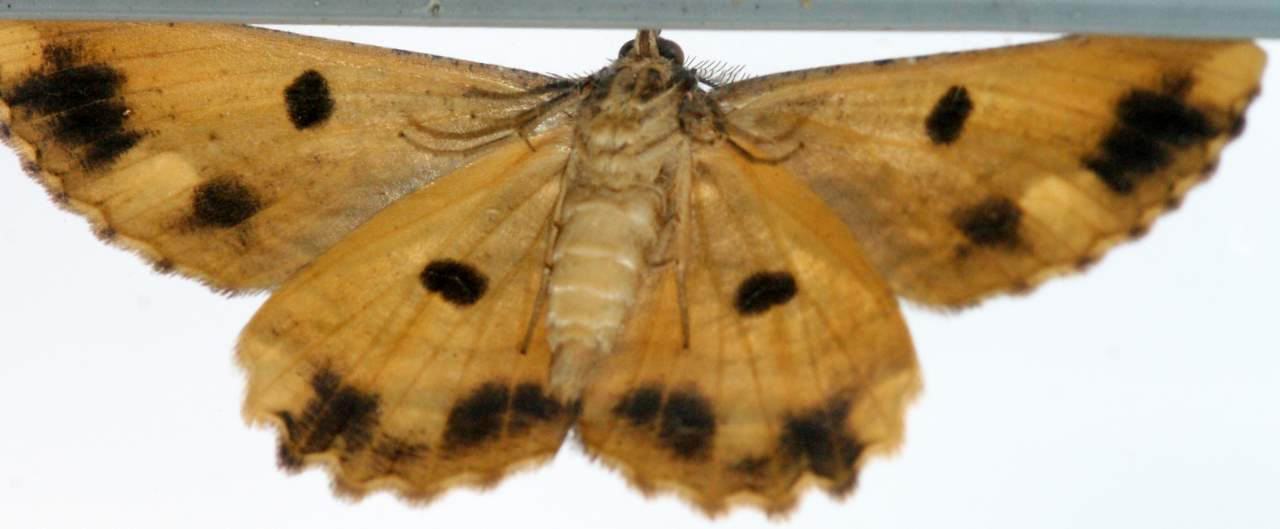
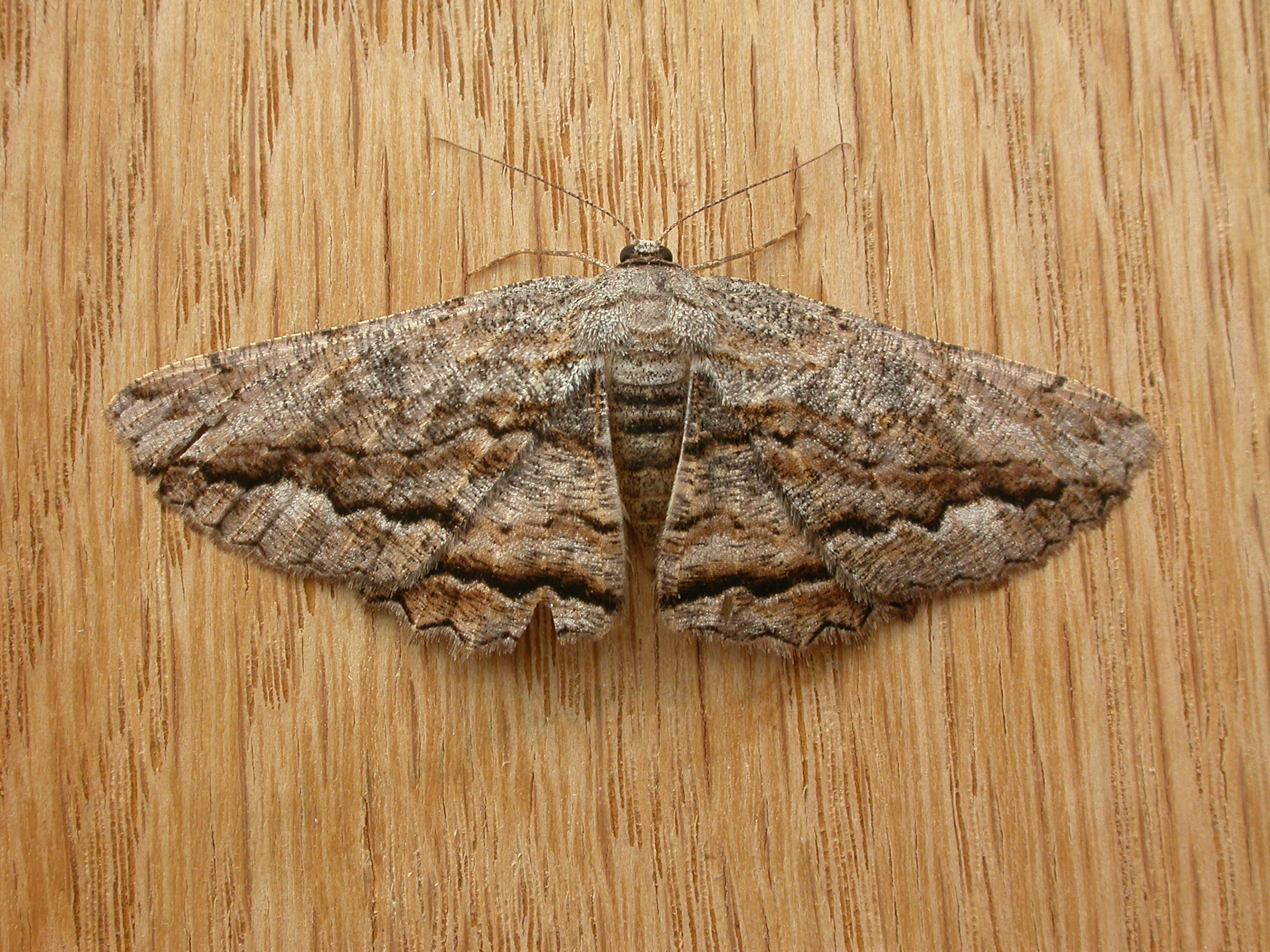